# تاراهومارا
راراموري أو تاراهومارا هي مجموعة من السكان الأصليين في الأمريكتين الذين يعيشون في ولاية تشيهواهوا في المكسيك. يشتهرون بقدرتهم على الجري لمسافات طويلة.
سكان راراموري في الأصل مناطق واسعة من تشيهواهوا، وقد تراجعوا إلى الجبال العالية والأودية مثل خانق كوبر كانيون في سييرا مادري أوكسيدنتال عند وصول المستعمرين الإسبان في القرن السادس عشر. يُشار عادةً إلى المنطقة التي يسكنونها حاليًا داخل سييرا مادري أوكسيدنتال باسم سييرا تاراهومارا اعترافًا بوجودهم التاريخي.
تشير التقديرات إلى أن عدد سكان راراموري في عام 2006 يتراوح بين 50.000 و 70.000 شخص، ولا يزال الكثيرون ملتزمين بأسلوب الحياة التقليدي، بما في ذلك السكن في الملاجئ الطبيعية (الكهوف أو المنحدرات الصخرية). اتشمل محاصيلهم الأساسية الذرة والفاصوليا. ومع ذلك، لا يزال العديد من سكان راراموري يمارسون تربية الماشية والأغنام والماعز. يهاجر جميع سكان راراموري تقريبًا من مكان إلى آخر خلال عام واحد.
تنتمي لغة راراموري إلى عائلة اللغات اليوتو أزتيكية. والرغم من أنها تشهد تراجعًا تدريجيًا بسبب تأثير اللغة الإسبانية، إلا أنها لا تزال منتشرة على نطاق واسع. في لغة راراموري، يشير مصطلح راراموري على وجه التحديد إلى الرجال؛ ويشار إلى النساء باسم موكي (بشكل فردي)، وبأوموجي أو إيجومال (بشكل جماعي).